# カ・ダーリオ

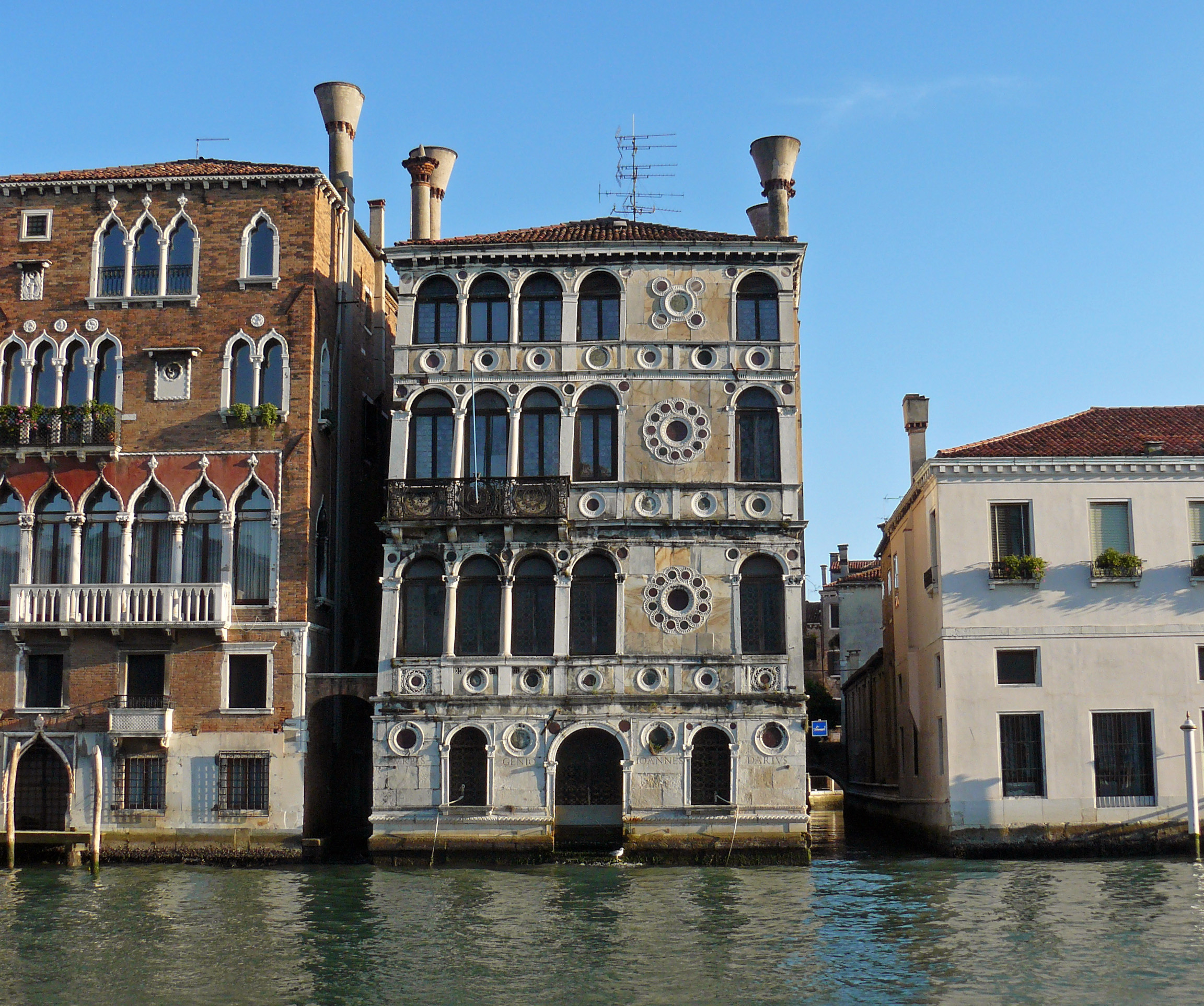
カナル・グランデ沿いに建つカ・ダーリオ(写真中央)

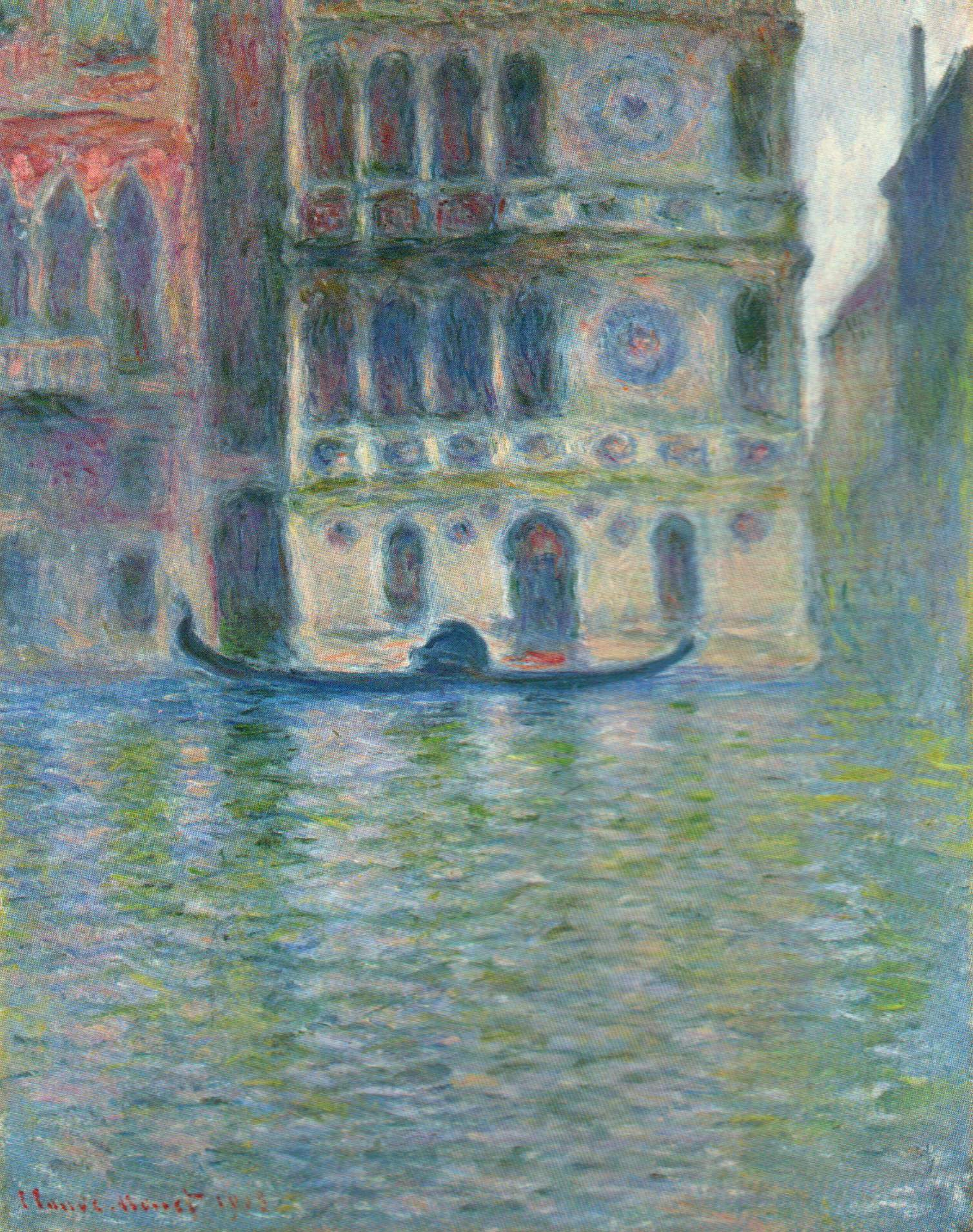
モネ作

カ・ダーリオ（イタリア語: Ca' Dario、正式名称はPalazzo Dario）はイタリアのヴェネツィア内のカナル・グランデ沿いにあるドルソドゥーロ地区に建つ邸宅。元々はヴェネツィアン・ゴシック様式で建設が始まったが、その後ルネッサンス様式へと改修された。

## 概要
元々あった邸宅を当時所有していたヴェネツィア共和国の秘書官であったGiovanni Darioの依頼により、ピエトロ・ロンバルドの弟子が1486年に改修を行ったのが始まりである。その後Giovanni Darioの一族が相続していった。トルコの外交官に共和国が貸し出していた時期もある。

邸宅はCampiello Barbaroと呼ばれる小さな広場に建っており、その広場の名前はローマ貴族の血筋を持つBarbaro家がその土地に住んでいたためその名がついている(Giovanni Darioの娘MariettaはBarbaro家に嫁いでいる。また近くにPalazzo Barbaroという邸宅もある)。

19世紀末頃にBaume-Pluvinel伯爵夫人の所有になった際に大規模な改修が行われ、階段、煙突、マジョルカ焼きのストーブ、ダイニングルームおよびピアノ・ノビーレへの彫刻、大理石の張り替えなどが実施された。

現在の邸宅は私有住宅となっているため通常は公開されていない。ただし所有者とペギー・グッゲンハイム・コレクションが共同で特別美術展示会などを開催する場合には公開される。

## その他
- 1908年にモネにより邸宅の絵画が何枚か描かれ、現在はシカゴ美術館及びカーディフ国立美術館に所蔵されている。
- イギリスの美術評論家ジョン・ラスキンが、邸宅の大理石で装飾された円形窓(オクルス)ついてなど詳細な記録を残している。